# Kremlin de Rostov
O Kremlin de Rostov (em russo:  Ростовский кремль) (também chamado Corte do Metropolita) é a cidadela da cidade de Rostov, que foi residência do metropolita da eparquia de Rostov e Yaroslavl. Este kremlin encontra-se no centro da cidade, a orlas do lago Nero. Data da segunda metade do século XVII. A cidade de Rostov Veliki está classificada como patrimônio cultural da Federação da Rússia e da UNESCO desde 22 de outubro de 1998. Ela encontra-se na rota do Anel de Ouro de Rússia, depoimento da riqueza da arquitetura antiga russa.

## História do Kremlin

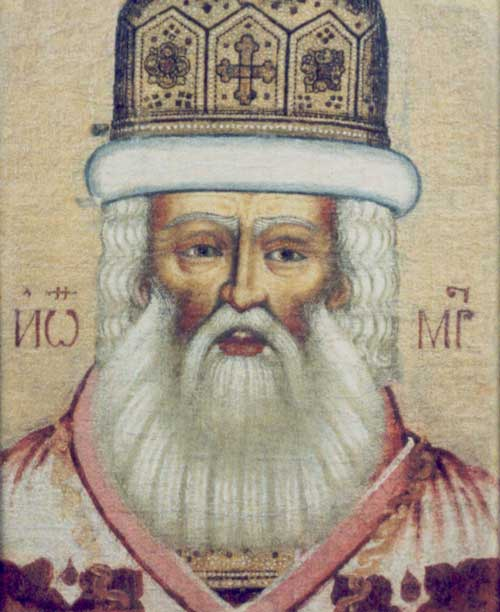
Jonas Sysoevich, fundador do kremlin

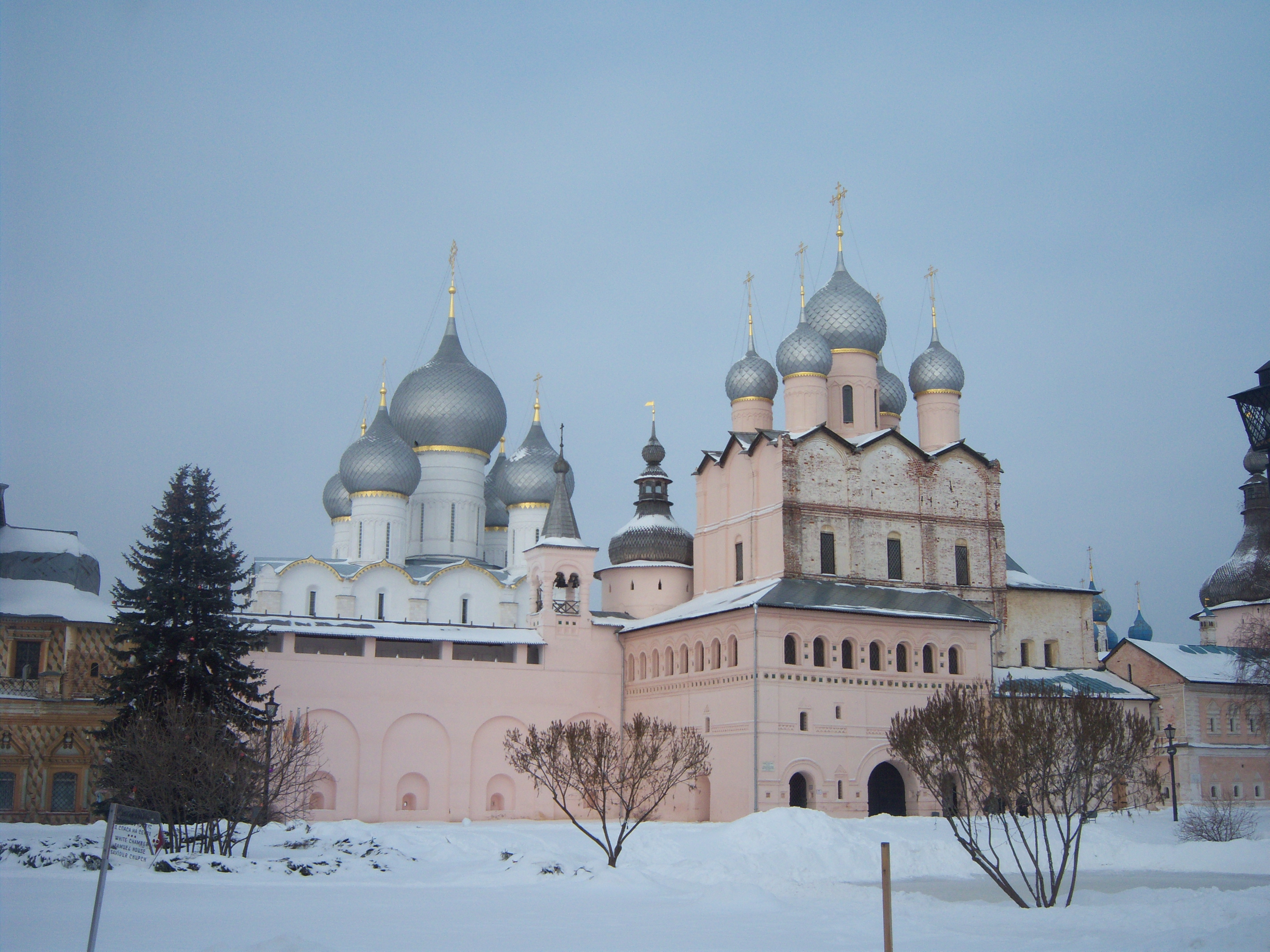
Kremlin de Rostov

O kremlin de pedra branca de Rostov foi construído pelo metropolita Jonas Sisoeviche (ca.1607-1690), o qual ocupou o assento episcopal da cidade desde 1652 até 1690 e foi um dos maiores construtores de Rússia.
A residência do metropolita construiu-se segundo um plano do Kremlin, ainda que no final do século XVI a era dos «kremlins» já tinha passado. Os altos muros do recinto tinham uma função estética, religiosa, mais que defensiva. Todos os edifícios se caracterizam pela união da arquitetura religiosa e a arquitetura civil e militar. Muitos dos grandes monastérios russos, como os de Laura da Santa Trindade, o monastério Solovetski no mar Branco são fortalezas cujas grossas paredes poderiam suportar um assédio militar. Esta associação de arquitetura religiosa e militar assegura a estas construções uma grande originalidade. Eram verdadeiras fortalezas eclesiásticas e monásticas, cidadelas da fé ortodoxa.
O metropolita de Rostov era comparável na Rússia somente ao metropolita de Nóvgorod e superior ao patriarca de Moscou. Mas a decadência foi rápida e privou a Rostov da maior parte de seus rendimentos. Em 1788, transladou-se a sede do metropolita de Rostov a Yaroslavl; o kremlin perdeu sua importância e gradualmente foi abandonado. Os serviços de adoração já não eram mais celebrados, e os bispos estavam inclusive dispostos a vender o kremlin a demolidores ou para construir um grande hotel. No entanto, graças aos meios financeiros dos mercadores de Rostov, o Kremlin foi finalmente restaurado no século XIX.
A iniciativa de A. A. Titov e de I. A. Chliakov, em outubro de 1883 transformou o edifício num museu que foi inaugurado no Palácio Branco do Kremlin: o museu das antiguidades religiosas que foi financiado pelo Governo em 1907. Até a década de 1920, não se levou a cabo o trabalho de restauração sistêmica. No entanto, um terrível furacão destruiu essas restaurações em 1953 e foi necessário começar de novo.
Desde o outono de 2010, a associação do Fundo Social de São Gregório, com o apoio do patriarca Cirilo de Moscou, tenta obter a devolução ao patrimônio da Igreja ortodoxa russa do patrimônio religioso de Rostov. Em outubro de 2010, o governador do óblast de Yaroslavl, Sergei A. Vakroukov, apresentou uma solicitação de transferência do museu-reserva da igreja «Kremlin de Rostov», com suas coleções num edifício novo e a criação nos locais da residência do metropolita de um centro russo de casamento e batismo. Este projeto provocou críticas dos especialistas em conservação de monumentos e uma reação em massa da gente do povo. O projeto ainda não foi completado.

## Conjunto arquitetônico do kremlin

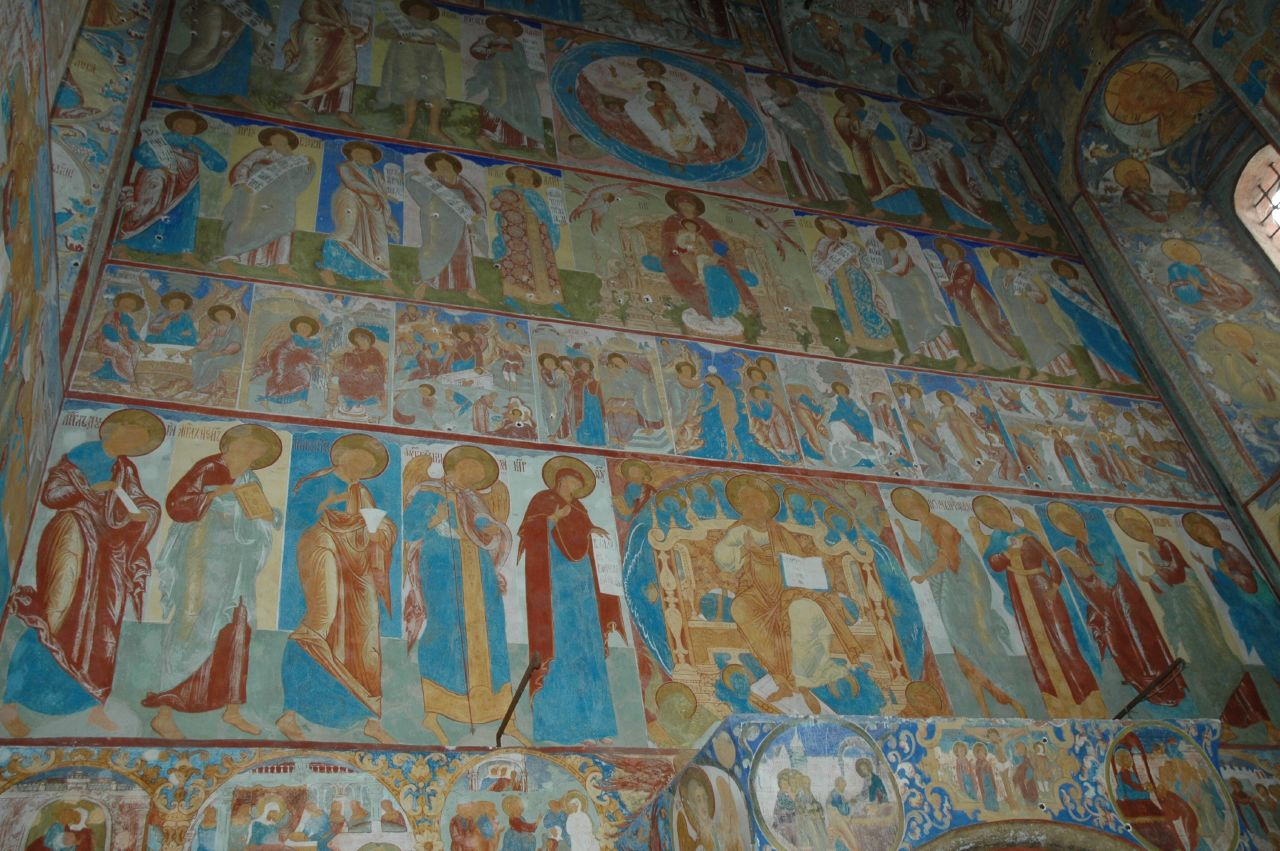
Igreja de São João Evangelista

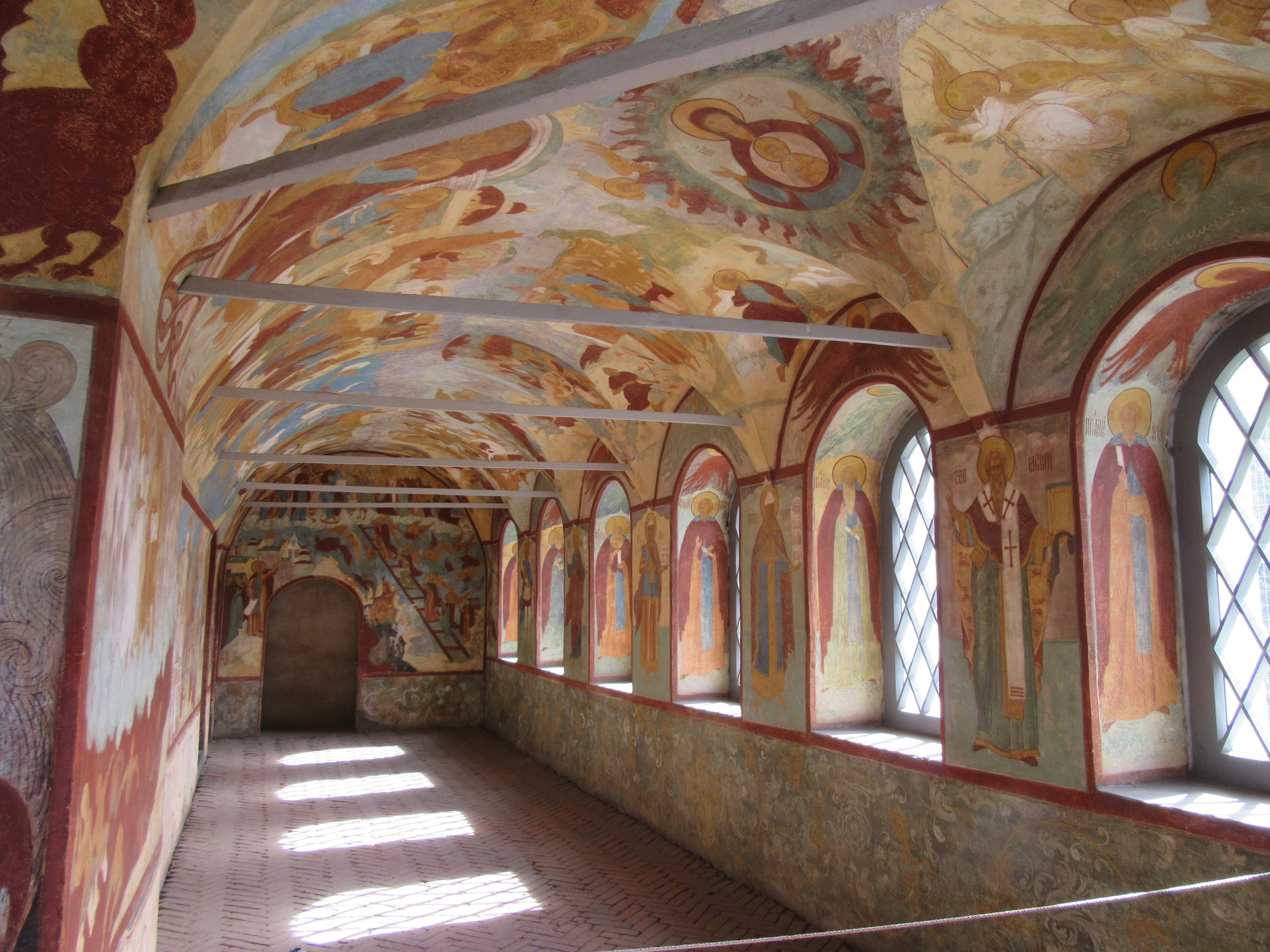
Paperte da igreja da Ressurreição em Rostov Veliki

O Kremlin está agradavelmente disposto ao longo das margens do lago Nero. Ainda que construído quase duzentos anos após o Kremlin de Moscovo, no século XVII, o Kremlin de Rostov oferece uma aparência mais medieval. As igrejas, em lugar de agrupar-se dentro do recinto, como em Moscovo, se repartem na periferia. A maioria delas se abrem no primeiro andar, acima das portas do recinto e estão flanqueadas por duas torres grandes. Conectadas por um adarve, contribuem à defesa da cidadela eclesiástica. As principais edificações são:
- Onze torres fortificadas
- Catedral de la Dormición (1508–1512)
- Campanário-arcada da Catedral da Dormição (1682–1687)
- As santas portas
- Igreja da Ressurreção (1670)
- Tribunal (1650—1660)
- Igreja de Sãp João Evangelista (1683)
- Igreja da Santísima Virgem (Hodegétria) (1693)
- Igreja de Salvador no Séni (1675)
- Igreja de São Gregório (1680)
- Palácio Vermelho (1670–1680)
- «Casa d'adega» (XVII)
- Corpus Samuel
- Palácio Branco: palácio Episcopal
- Torres do kremlin

### Catedral da Dormição

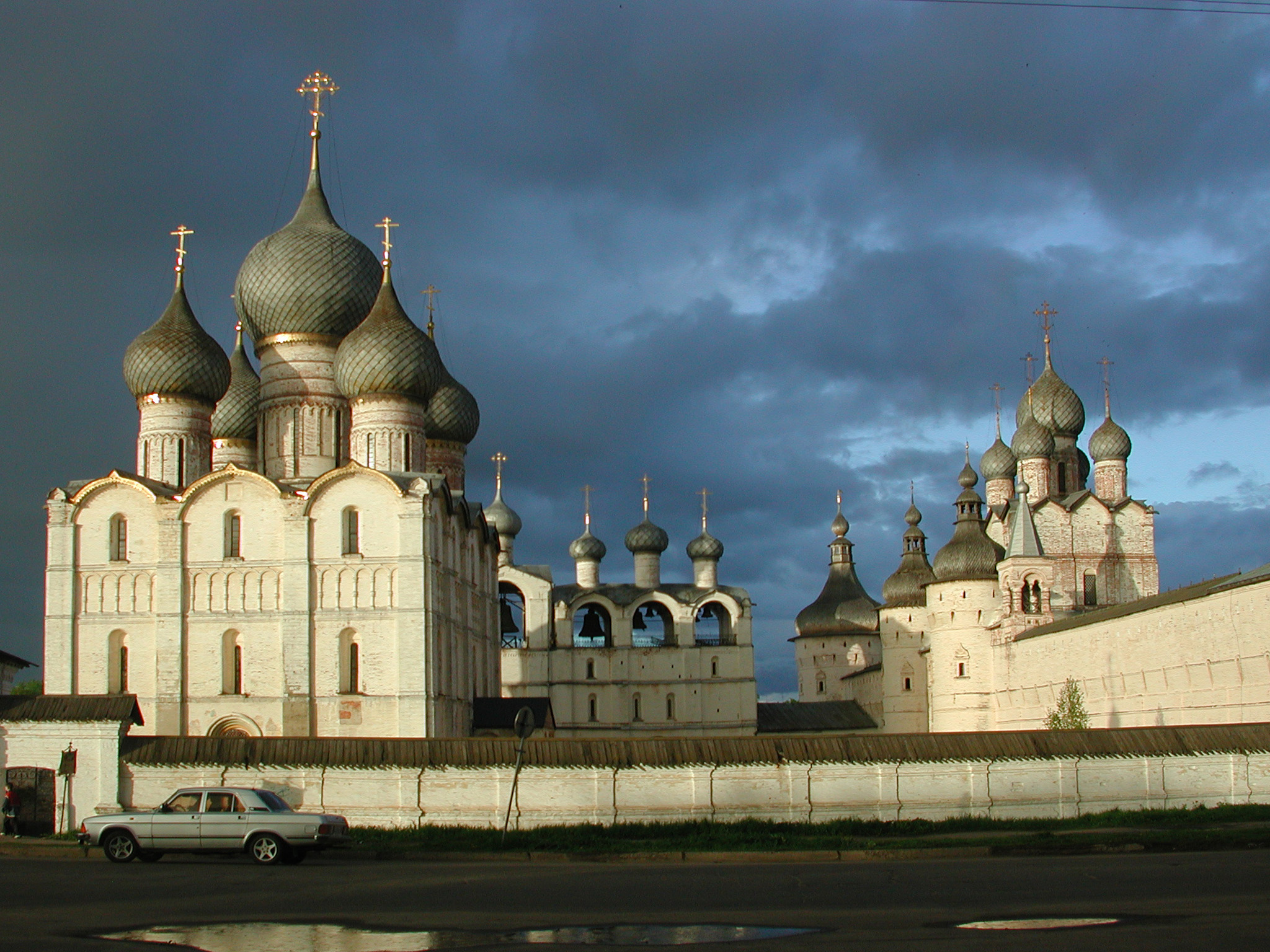
Catedral da Dormição

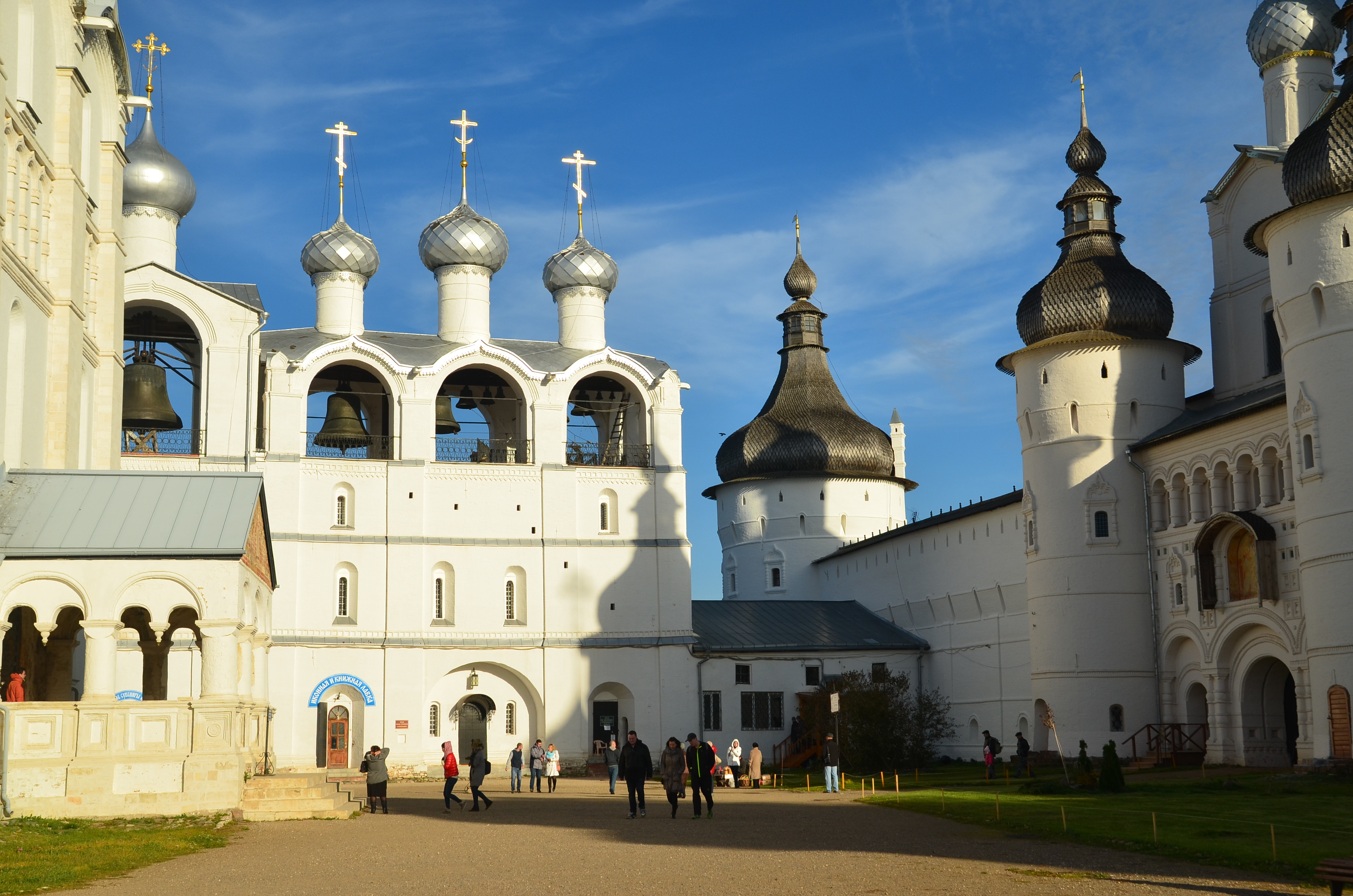
Arcada-campanário da catedral da Dormição

A catedral da Dormição (1508—1512) foi construída no local onde se encontrava uma igreja de pedra branca anteriormente, que datava dos séculos XII-XIII.
A catedral apresenta muitas similitudes com a catedral do mesmo nome: a catedral da Dormição em Moscou. Uma edificação monumental com cinco cúpulas, mas de formas simples e nobres. A altura da catedral com a cruz é de 60 metros. A estrutura da catedral é de tijolo, mas a superfície está decorada com pedras brancas, especialmente na base do edifício. Tem grande quantidade de elementos decorativos: arcadas e tirantes com guarnições.
Em 1991, a catedral e o campanário foram devolvidos à Igreja Ortodoxa Russa.
A arcada-campanário da catedral da Dormicão (1682-1687) foi construída ao sudeste da catedral da Dormicão, e consta de dois volumes diferentes, coroados por quatro cúpulas. A pedido do metropolita Jonas Sysoevich, dispuseram-se 13 sinos. A primeira foi baptizada «Polyéléinyï» (1000 pudines ou (32 toneladas) e a segunda «O cisne» (500 pudines ou  ),  e depois o sino mais pesado, chamado «Sysoï» (2.000 pudines ou ( ). Estes sinos têm seu tom e podem produzir conformes musicais armoniosos. Para fazer soar uma faixa completa de acordes, há um surtido de 15 sinos.

### Igreja do Salvador no Séni

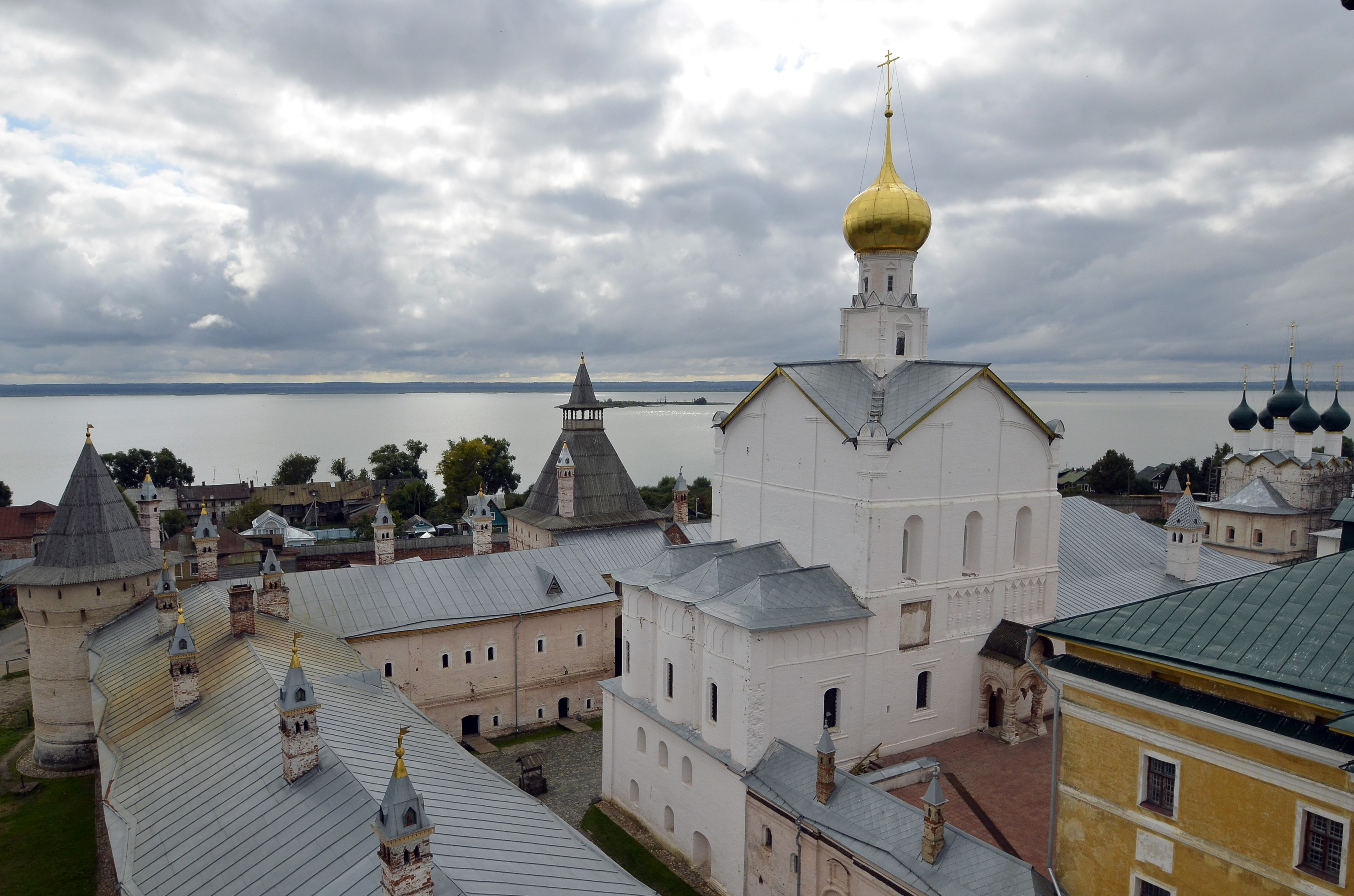
Igreja do Salvador no Séni

A igreja do Salvador no Séni está ligada directamente com o palácio Branco, o palácio episcopal. Servia como um oratório para o metropolita. No interior, um magnífico arco de pedra com colunas douradas eleva-se e separa o iconóstase da nave como um ecrã de coro alto. Este desenho é único na arquitectura russa.
O interior da igreja foi pintado pelo pope Timoteo e os maestros de Yaroslavl:  Dmitri Grigoriev, Fédor e Ivan Karpov. As pinturas estão tituladas:
- Cúpula central: «Pátria».
- Muro ocidental: «Julgamento final».
- Muro oriental: iconóstase.

### Igreja da Ressurreição

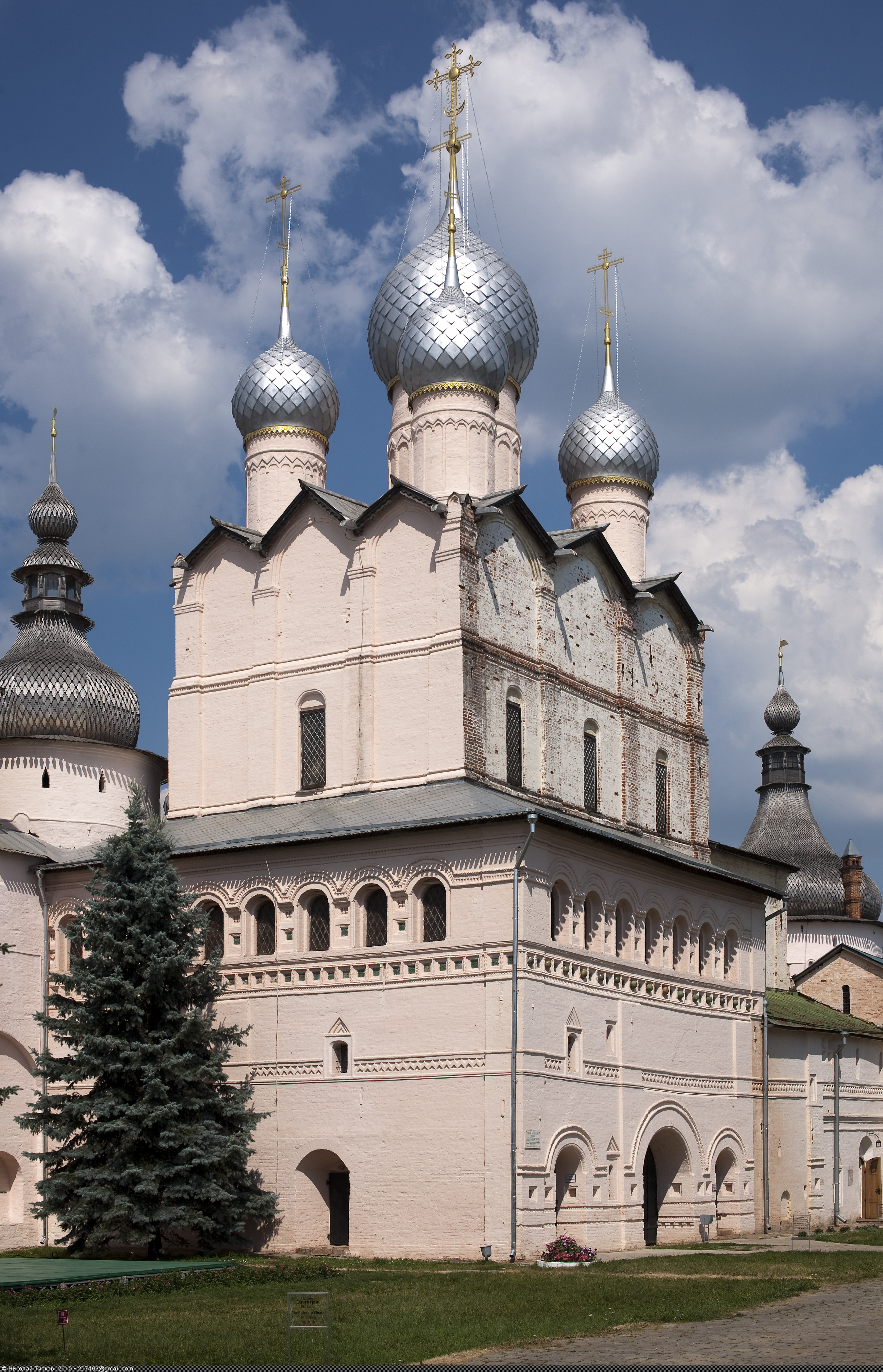
Igreja da Ressurreição

Construída em torno de 1670. Sua massa quadrada está coroada com cinco cúpulas. Um portal triplo com uma galeria serve-lhe como pedestal.

### Igreja da Virgem Santíssima (Hodegétria)

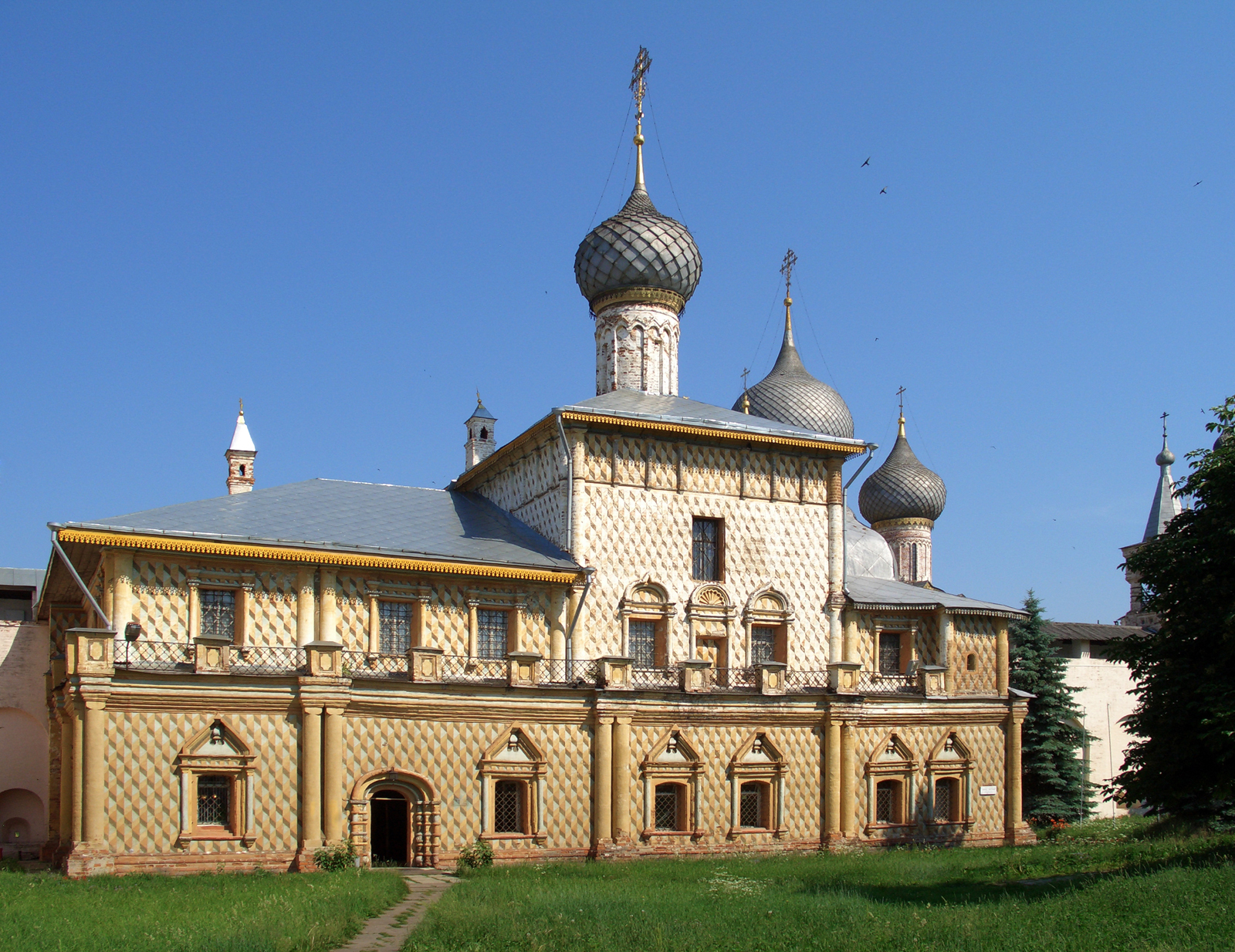
Igreja da Virgem Santíssima (Hodegétria)

A Igreja da Santísima Virgem (Hodegétria) é uma das igrejas do kremlin de Rostov. Foi construída em 1692-1693, um pouco mais tarde que as outras igrejas deste conjunto, a pedido de Joasaphe, sucessor do metropolita Jonas Sysoevich. Representa um modelo do estilo barroco moscovita. Esta é a construção mais recente da corte do metropolitano.
A igreja encontra-se no canto noroeste do kremlin de Rostov e adjacente ao muro que rodeia o pátio. Foi construída quando a muralha de fechamento já tinha sido construída e os construtores tiveram que usar a imaginação para se assegurar de que a igreja não parecesse demasiado desconectada em relação a todos os demais edifícios, por seu estilo e localização
A igreja é de planta retangular (estende-se deste o oeste). Só o andar superior é utilizado como local de culto.
Ao longo do perímetro do primeiro andar, há uma sacada para o exterior, que distingue esta igreja de outras igrejas de Rostov equipadas com galerias. Nos muros exteriores há decorações em triângulo que criam uma impressão de relevo. A pintura foi feita muito tarde em comparação com a data de construção da igreja. O interior da igreja também é muito diferente dos outros edifícios no Kremlin. As abóbadas e as paredes da igreja Hodegétria estão cobertas com 20 cartelas de estuco de forma incomum. Estas foram pintadas pouco depois da construção do edifício.
Desde a segunda metade do século XIX, a corte dos bispos de Rostov entrou em decline, e os murais deterioraram-se consideravelmente. Entre 1920 e 1950, as paredes da igreja e os cartuchos se esbranquearam. Em 2001-2003, foram limpos e restaurados.
Nos últimos anos, organizam-se exposições na igreja.

### Igreja de São João Crisóstomo dito  também o Evangelista

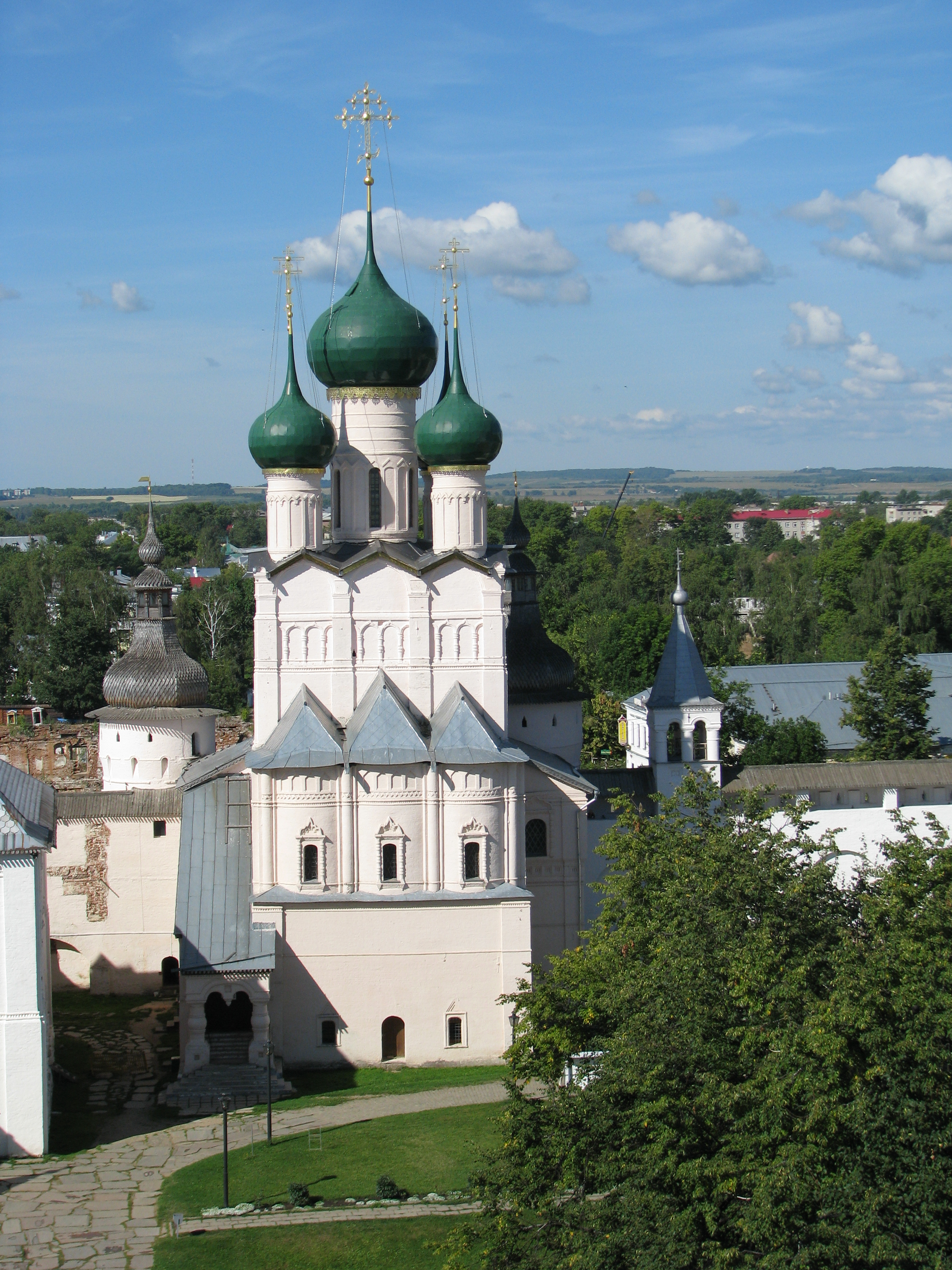
Igreja de São João o Evangelista

A igreja de São João Crisóstomo foi construída em 1683. Este edifício é um dos últimos da era do metropolita Jonas. Sua arquitetura parece mais elegante e mais leve que as outras igrejas do kremlin. Está suspensa, como a Igreja da Ressurreição, sobre uma porta, e enquadrada por duas torres.